# Harry Eagle
Harry Eagle (sinh năm 1905 tại thành phố New York - từ trần ngày 21 tháng 6 năm 1992) là thầy thuốc và nhà bệnh học người Mỹ.
Ông học ở Đại học Johns Hopkins rồi làm việc tại đây một thời gian. Sau đó ông làm việc ở National Institutes of Health. Từ năm 1961 tới 1988 ông làm việc ở Trường Y học Albert Einstein (Albert Einstein College of Medicine) thuộc Đại học Yeshiva.
Ông nổi tiếng về Eagle's minimal essential medium, (Môi trường chủ yếu tối thiểu để cấy tế bào của Eagle) một nghiên cứu quan trọng để hiểu biết về các tế bào của loài người và lớp Thú sinh sôi nảy nở như thế nào.

## Giải thưởng
- 1973 Giải Louisa Gross Horwitz
- 1984 Huy chương Edmund B. Wilson
- 1987 Giải thưởng Nhà nước về Khoa học, Hoa Kỳ[2]

## Tác phẩm
- H. Eagle: Nutrition Needs of Mammalian Cells in Tissue Culture. Science (1955) 122, 3168: S. 501–504 PMID 13255879
- H. Eagle: The specific amino acid requirements of a mammalian cell (strain L) in tissue culture J Biol Chemistry (1955) 214(2): S. 839-852 PMID 14381421

## Bài viết về Harry Eagle
- J. E. Darnell, L. Levintow, M. D. Scharff: Harry Eagle. J Cellular Physiology (1970) 76,3: S. 241-252 PMID 4925975
- A. Gilman: Presentation of the Academy Medal to Harry Eagle, M. D. Bull N Y Acad Med. (1970) 46(9): S. 666-669 PMID 4916300